# Marcelo Caetano
Pour les articles homonymes, voir Caetano.
Marcelo Caetano [mɐɾˈsɛlu kɐiˈtɐnu] (né le 17 août 1906 à Lisbonne et mort le 26 octobre 1980 à Rio de Janeiro) est un homme d'État portugais, dernier président du Conseil de l'Estado Novo.

## Biographie

### Famille
Marcelo Caetano est le plus jeune des six enfants de José Maria de Almeida Alves Caetano et de sa première femme Josefa Maria das Neves. Son père était sergent du corps de cavalerie de la Garde fiscale et sous-inspecteur de la douane de Lisbonne, fondateur et trésorier de la Société de Saint-Vincent-de-Paul de Anjos et président honoraire de la Ligue d'amélioration de la paroisse de Pessegueiro.
Le 27 octobre 1930, il épouse Teresa Teixeira de Queirós de Barros (1906-1971).

### Carrière
Marcelo José das Neves Alves Caetano est professeur de droit à l'université de Lisbonne à partir de 1933. Homme politique conservateur, figure marquante de l'Estado Novo, il fait carrière sous la dictature du président du Conseil Salazar et est nommé par ce dernier ministre des Colonies.
En 1968, Salazar étant victime d'un accident vasculaire cérébral, Marcelo Caetano est nommé président du Conseil le 27 septembre par le président Américo Tomás. Sa politique entraîne une certaine libéralisation du pays, mais se révèle insuffisante pour redresser l'économie et garantir les libertés publiques. Caetano est de surcroît affaibli par des guerres visant l'indépendance des colonies portugaises situées sur le continent africain, notamment en Guinée portugaise, l'actuelle Guinée-Bissau (la situation était relativement contrôlée par les forces armées au Mozambique et ne présentait pratiquement plus de problème en Angola).[réf. souhaitée]. Affaibli sur la scène internationale et sans l'assise politique de Salazar, Caetano rencontre un conflit de pouvoir, inédit du temps de son prédécesseur, avec le président de la République[réf. souhaitée] et certaines franges du régime. Caetano est finalement renversé par la révolution des Œillets le 25 avril 1974, préparée par de jeunes officiers de l'armée qui veulent une solution politique aux guerres coloniales. 
Le 25 avril 1974, Caetano se réfugie au commandement général de la Gendarmerie mais donne sa reddition en fin d'après-midi au général António de Spínola. Il est envoyé le lendemain matin sur l'île de Madère. Quelques semaines plus tard, sans avoir été jugé, il part au Brésil, où il meurt en 1980.

## Distinctions
- Grand-croix de l'ordre de Sant'Iago de l'Épée
- Grand-croix de l'ordre d'Isabelle la Catholique